# Almonaster la Real
Almonaster la Real è un comune spagnolo di 1 947 abitanti situato nella comunità autonoma dell'Andalusia.